# 宋夏战争
宋夏战争，即北宋与西夏的战争，西夏在1038年独立称帝後，与宋朝进行的战争。主要有五次大的战争，即宋仁宗-夏景宗时期，宋英宗-夏毅宗时期，宋神宗-夏惠宗时期，宋哲宗-夏崇宗时期，宋徽宗-夏崇宗时期。雙方互有勝負，總體而言宋朝敗多勝少，惟西夏亦無法侵入中原，最後以夏向宋稱臣作結。戰爭削弱北宋邊防，最終導致金的南侵和北宋滅亡。

## 第一次战争
北宋仁宗景祐五年（1038年），宋朝的藩属党项政权首领李元昊脱宋自立，自称皇帝，去宋封号，改元“天授礼法延祚”，建国号“大夏”，史称“西夏”。仁宗宝元元年（1039年），西夏景宗李元昊写信通知宋廷，希望他们承认这一事实。可是宋朝大多数官员主张立刻出兵讨伐西夏，兴师问罪。于是仁宗于当年六月下诏削去元昊官爵，并悬赏捉拿。从此，长达三年之久的宋夏战争全面爆发。

### 三川口之战
宋宝元二年（1040年）三月，夏景宗李元昊进攻宋朝。元昊一面率军佯攻北宋的金明寨（今陕西安塞南部），一面送信给宋吏部侍郎、振武軍節度使、资政殿学士、知延州（今陕西延安）事、鄜延，环庆路沿边经略安抚使、鄜延路马步军都部署范雍，表示愿意与宋和谈，制造假象，以麻痹范雍。范雍却信以为真，立即上书朝廷，对延州防御也松懈了。
同年七月，元昊派大军包围了延州。宋鄜延路馬步軍副部署兼鄜延、环庆路同安抚使、兼管勾泾原路兵马、侍衛親軍步軍司副都指揮使、静江军节度观察留后刘平、鄜延路馬步軍副都部署，缘边安抚使，邕州观察使，殿前司都虞候石元孫奉命增援。当他们到了三川口（今陕西延安西北）时，遭到西夏军队偷袭，遇到西夏军队重重包围。刘、石二人率军与夏军苦战，不敵，只好退守三川口附近的山坡。西夏又增援了大量军队。元昊多次写信劝降刘平，但刘平宁死不屈。
最后，西夏军队猛攻宋军驻守的山坡。刘平、石元孙被俘。恰逢天下大雪，寒風凜冽，夏軍缺少禦寒衣物，遂致軍紀鬆弛，后来由于仪州刺史、鄜延路馬步軍副都部署许德怀偷袭元昊得手，西夏军队才被迫撤离宋朝境内，延州之围才得以缓解。戰後，鄜延路驻泊兵馬都监黄德和因临阵逃脱，被处以腰斩，枭首于延州城下。
三川口之战中，虽然宋朝成功抵御西夏军队的入侵，但是损失太多，而且宋朝甘陕青宁边境的防御也处于被动地位。

### 好水川之战
三川口之战以后，仁宗深感西夏强盛，下令封戶部尚書、奉寧軍節度使夏竦为判永興軍事、陕西馬步軍都部署兼經略安撫沿邊招討使，樞密直學士、權知制誥韩琦，吏部員外郎、天章阁待制、陝西都轉運使范仲淹为副使，共同负责迎战西夏的事务。康定二年（1041年）二月，西夏景宗元昊再次率领十万大军大举南下攻宋，把主力埋伏在好水川口（今寧夏隆德），另一部分攻打怀远（今宁夏西吉东部），声称要攻打渭州（今甘肃平凉），诱宋军深入。主战的韩琦不听主守的范仲淹劝阻，固执己见，派环庆路馬步軍副都署、侍衛親軍馬軍司都虞候、賀州防禦使任福率军五万余人，自镇戎军（今宁夏固原）抵羊隆城（今宁夏固原西南部），出夏之后，伺机破西夏，殊不知西夏伏兵正等着他们。任福率军到达怀远城，正遇上镇戎军西路巡检常鼎与西夏军队战于张义堡南，杀死几千西夏军队，西夏也不断增援。任福军赶到当地支援，于是夏军佯败，任福中计，随尾追击。宋军由于长途追击，粮草不继，人困马乏，已是十分疲惫。追至好水川，遇元昊的西夏军队主力伏击，宋军溃败，任福等大将战死，几乎全军覆灭。
好水川之战，宋朝再度失败。宋仁宗闻知后震怒，贬韩琦、范仲淹。

### 定川之战
范仲淹等人被贬谪以后，西夏又开始商议攻宋大计。宋仁宗慶曆二年（1042年），李元昊谋臣张元向景宗皇帝献计。张元认为，宋朝的精兵良将全部都聚集在宋夏边境地区，而宋朝关中地区的军事力量却十分薄弱，如果西夏大军牵制宋朝边境地区的军队，使宋朝无暇估计关中地区，然后即可派一支劲旅乘机直捣关中平原，攻占长安（今陕西西安）。元昊采纳了张元的建议，派遣10万大军兵分两路大规模进攻宋朝。一路从刘燔堡（今宁夏隆德）出击，一路从彭阳城（今宁夏固原东南部）出发向渭州发动攻击。宋泾原路经略、安抚、招讨使兼知渭州事、枢密直学士、右司郎中王沿闻知急忙派殿前司都虞侯、眉州防禦使、鄜延路馬步軍副都部署、知延州事、泾原路招讨，经略，安抚副使葛怀敏等人率军增援刘燔堡，宋军在定川寨（今宁夏固原西北部）陷入西夏军队的重围，宋军大败，葛怀敏等15员将领战死，宋军九千余人近全军覆灭。但西夏另一路遇到左藏庫使、知原州（今甘肃镇原）事景泰的顽强阻击，西夏兵全军覆灭。西夏景宗李元昊直捣关中的美梦就此破灭。

### 宋夏慶曆和议
北宋与西夏之间发生了三川口、好水川、定川等3次大规模战役，都以宋军失败而告终，史稱“鎮戎三敗”。虽宋在屡败之余扬言要重整决战，但实际上想与西夏握手言和。西夏虽屡胜，但所掠夺所获却抵偿不住战争中的消耗，与先前依照和约及通过宋夏民间贸易所的的物资相比，实在是得不偿失。此外，由于西夏景宗元昊好大喜功，四处征战，国库空空如也、民间贸易中断后，西夏货币上涨，百姓十分困苦，四处怨声载道以及西夏与辽出现矛盾等各种主观原因，使西夏不得不与宋廷和谈，因此，西夏天授礼法延祚五年（1042年）六月，元昊派遣西夏皇族李文贵前往东京议和，仁宗表示愿意接受西夏议和建议，并将谈判的全权交给左谏议大夫、龙图阁直学士、知延州事、鄜延路馬步軍都部署兼经略安抚缘边招讨使庞籍。双方自第二年开始进行正式谈判。
仁宗慶曆四年（1044年），北宋与西夏达成协议。和约规定：西夏向宋称臣，元昊接受宋的封号；宋夏战争中双方所掳掠的将校、士兵、民户不再归还对方；从此以后，如双方边境的人逃往对方领土，都不能派兵追击，双方互相归还逃人；宋夏战争中西夏所占领的宋朝领土以及其他边境蕃汉居住地全部归属宋朝，双方可在本国领土上自建城堡；宋朝每年赐给西夏银5万两，绢13万匹，茶2万斤；另外，每年还要在各种节日赐给西夏银2.2万两，绢2.3万匹，茶1万斤。仁宗同意了元昊所提出的要求，于是宋夏正式达成和议，史称“慶曆和议”。

## 第二次战争
治平元年（1064年），西夏攻略庆州，在大顺城被宋军击败，夏毅宗李谅祚受伤，一年多後去世，西夏之後逐渐处于守势。到了宋神宗、宋哲宗统治时期，宋夏之间又爆发大规模战争。

## 第三次战争

### 熙河之戰
1071年，右正言、集贤殿修撰王韶在洮河流域，收復熙、河、洮、岷、疊與宕州等地，建立熙河路並威脅西夏右廂地區。

### 五路伐夏
元豐四年（1081年）宋廷以宣庆使、入内副都知、宣州观察使李憲指揮五路大軍伐西夏，於靈州會師。

### 永樂城之戰
宋神宗元豐五年（公元1082年）9月給事中徐禧、龙卫神卫四厢都指挥使，凤州团练使，鄜延路馬步軍副總管种諤帶兵攻夏，準備一舉滅夏。徐禧等人攻入西夏橫山地區，直逼夏都興慶府（今寧夏銀川）。為了滅夏，徐禧等人在永樂川築永樂城（今寧夏境內）。西夏梁氏遣統軍葉悖麻、咩訛埋等，領六監軍司兵三十萬攻永樂城，徐禧不聽部下高永亨突襲敵軍的正確謀略，而以兵萬人列陣城下。夏軍渡河後，向宋軍發動猛攻，宋軍戰敗，退入城中。夏軍兵圍永樂城，截斷流經城中的水源；龙图阁学士沈括以及李憲等人的救兵受阻。由於怨恨徐禧，种諤未予援救。夏軍終攻破永樂城，徐禧等人死難，宋軍二十多萬士卒役夫陣亡。

## 第四次战争

### 平夏城之戰
公元1096年（紹聖三年）冬天十月，西夏小梁太后與夏崇宗李乾順親自率領軍隊，號稱五十萬大軍，进攻宋鄜延路，但各州县均守御完备，夏军只好进攻金明砦，將精騎留在龍安砦附近。夏崇宗母子亲临前阵，擂动战鼓，西夏军将士士氣高漲，洪水般涌入金明砦，将守将皇城使张舆和二千五百名宋军幾乎屠杀一空，只有五人得脫，並缴获大量物资。胜后西夏向宋廷上表称：「朝廷待我刻薄，本来要攻打鄜延，但因为我恭顺，所以只取金明，未失臣节。」。
宋哲宗聽聞夏人入寇，對此處之泰然：「五十萬衆深入吾境，最多不過十日，攻佔一二個砦子。」後來戰事竟如宋哲宗所料。
其後集贤殿修撰、知渭州事章楶建議對西夏採取經濟制裁與碉堡作戰，為了實踐這套戰術，他在石门峡江口好水河修建二城，被賜名平夏城與靈平砦。
隨后宋軍在第二年進行軍事報復，攻克西夏洪州、宥州、会州、青唐等地，環慶路兵馬鈐轄張存一度佔據鹽州，但他在勝利回師途中，被西夏軍追襲並縱火，四面攻擊。宋軍蕃官承制赵宗锐等人被殺，鹽州得而復失，不過西夏亦因為之前宋軍的報復而元氣大傷。
平夏城的修建，使得西夏軍从没烟峡进攻宋國的通道被堵死，因此在公元1098年（紹聖五年），小梁太后偕同夏崇宗李乾順再次猛攻平夏城，但西夏军遇到大雪人困马乏，最終慘敗。章楶遣殿侍折可適、郭成輕騎夜襲，俘獲西夏大將嵬名阿埋與妹勒都逋及其族人，史稱平夏城之戰。
大捷的消息傳出後，宋哲宗親自到紫宸殿接受大臣的祝賀，並擢章楶為樞密直學士、龍圖閣端明殿學士，進階大中大夫。隨後宋軍興建西安州與天都寨，打通涇原路與熙河路，控制橫山大部分地區後，秦州變成內地，宋軍取得對西夏戰略上的優勢。
宋朝控制橫山地區後，西夏處境日益艱困。公元1099年（元符二年）西夏發生政變，在遼國暗助下，小梁太后被設計毒殺，隨後西夏以皇太后逝世為理由，向宋國遣使告哀並謝罪，宋國表示不接納西夏的使節。不過遼國隨即派遣簽書樞密院事蕭德崇，為宋夏兩國「調停」，最後宋國只好接受西夏的求和。

## 第五次战争

### 横山之戰
宋徽宗政和四年（公元1114年），宋军在检校太尉、开府仪同三司、武康军，武信军，武宁军，护国军，河东，山南东道，剑南西川，剑南东川节度使、太傅、泾国公、陕西，河东，河北宣抚使、領枢密院事童贯、龙卫神卫四厢都指挥使，洺州防御使，知渭州事种师道的率领下，在古骨龙大败西夏军。
宋夏兩國在經過長年累月的戰爭後，最後在宋徽宗宣和元年（公元1119年），夏崇宗向宋朝表示臣服，且恢复旧时赐名曰赵乾顺。宋徽宗同意休戰，下令陝西六路罢兵息战。
欽宗靖康二年（公元1127年），北宋被女真金國所灭，南宋与西夏不再接壤，宋夏战争结束。